# کوبا (سانابا)
کوبا (به انگلیسی: Koba, Burkina Faso)  شهری در شهرستان سانابا در استان بانوا در بورکینافاسوی غربی است و جمعیت آن ۱,۲۰۷ نفر است.